# Vladimír Branislav Bodický
Generál Vladimír Branislav Bodický (12. července 1897 Liptovský Mikuláš – 21. června 1967 Modra) byl československý četnický důstojník slovenské národnosti, účastník Slovenského národního povstání a politický vězeň komunistického režimu v Československu.

## Život

### Před první světovou válkou
Vladimír Branislav Bodický se narodil 12. července 1897 v Liptovském Mikuláši v rodině učitele Daniela Bodického a Ľudmily rozené Molnárové. Mezi lety 1908 a 1915 studoval osmileté gymnázium nejprve ve Spišské Nové Vsi a posléze v Liptovském Mikuláši.

### První světová válka
Vladimír Branislav Bodický byl povolán do c. a k. armády po ukončení studia v srpnu 1915. Absolvoval školu důstojníků v záloze a v dubnu 1916 byl odeslán na frontu, kde sloužil jako velitel kulometné čety, následně jako velitel roty. V roce 1917 prodělal kulometný kurz, závěr první světové války odsloužil u náhradního praporu v Prešově. Dosáhl hodnosti poručíka.

### Mezi světovými válkami
Okamžitě po vzniku Československa vstoupil Vladimír Branislav Bodický 1. listopadu 1918 do Slovenské národní gardy v Liptovském Mikuláši, aby se podílel na ochraně slovenského obyvatelstva před maďarskými represáliemi. Přísahu Československé republice složil 2. března 1919 a téhož roku se zúčastnil bojů proti Maďarům. Přihlásil se též ke studiu medicíny v Praze, to ale nedokončil. Do zálohy byl přeřazen v roce 1921 a 1. ledna 1922 ještě povýšen do hodnosti nadporučíka. Dne 30. června 1922 byl na jeden rok zkušebně přidělen k četnictvu, kde nakonec setrval a dosáhl hodnosti štábního kapitána.

### Druhá světová válka
Po vzniku Slovenského štátu v březnu 1939 zastával Vladimír Branislav Bodický post trestního referenta na hlavním velitelství žandárstva do roku 1943 v Bratislavě, následně v Štubnianských Teplicích. Vstoupil do spolupráce s odbojovou Obranou národa a v roce 1944 se aktivně zapojil do příprav Slovenského národního povstání. Po jeho vypuknutí byl jmenován velitelem československého četnictva na Slovensku a jak se postupně zmenšovalo povstalecké území, jeho velitelství se přesouvalo ze Štubnianských Teplic do Harmance a Brusna. V říjnu 1944 byl nucen se svou skupinou odejít do hor a přejít na partyzánský způsob boje. Během něj se mu podařilo navázat styky s četnými žandárskými stanicemi a zásobovat partyzány potažmo velitelství 4. ukrajinského frontu zpravodajskými informacemi. Jeho skupina s krycím názvem Branislav vystupovala jménem velitelství československého četnictva na Slovensku, dne 12. ledna 1945 vydal Vladimír Branislav Bodický výzvu slovenským žandárům k zapojení se do protinacistického odboje. V únoru 1945 navázal kontakt s 1. československým armádním sborem a koncem března téhož roku přešel se svou skupinou na osvobozené území.

### Po druhé světové válce
Po skončení druhé světové války byl Vladimír Branislav Bodický jmenován hlavní velitelem Národní bezpečnosti. Tuto funkci vykonával do října roku 1945. K 1. září téhož roku byl povýšen do generálské hodnosti. Byl aktivním funkcionářem v Československé obci legionářské. Po roce 1948 začal být vyšetřován Státní bezpečností kvůli kontaktům s Vladimírem Veleckým. Zatčen byl v lednu 1951, obviněn ze špionáže a přípravy protistátního převratu a ve zinscenovaném procesu odsouzen na dvacet pět let vězení. Na svobodu se dostal na základě amnestie v roce 1960. Díky velmi nízkému důchodu dožil ve velmi skromných podmínkách. Zemřel 21. června 1967 v Modre, kde je i pohřben.

## Vyznamenání
- 1946 Československá medaile za zásluhy
- 1946 Československý válečný kříž 1939
- 1948 Československá medaile Za chrabrost před nepřítelem